# Arthur Boltze (General)

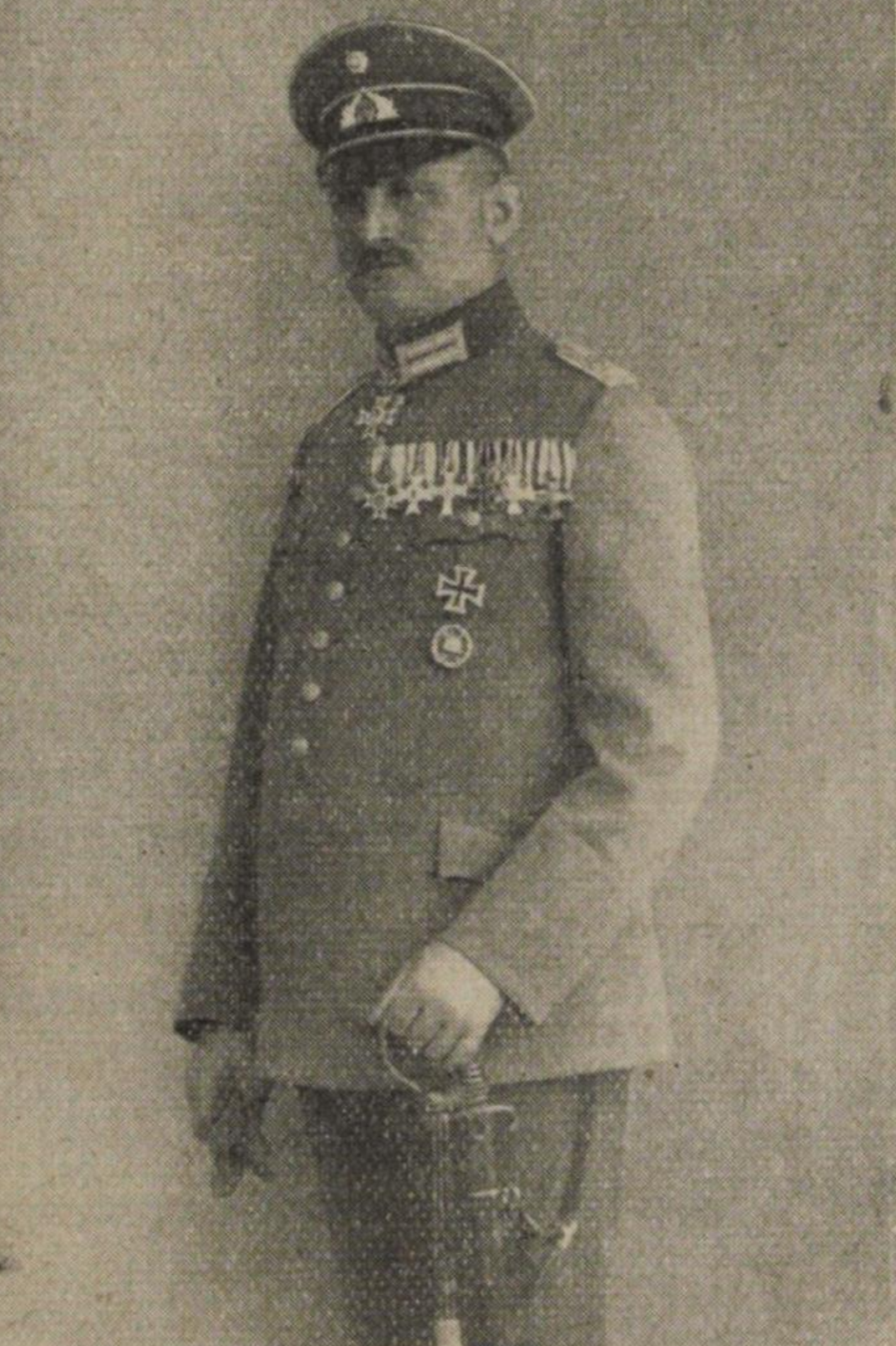
Artur Boltze

Louis Arthur Boltze (* 18. März 1878 in Höhnstedt, Mansfelder Seekreis; † 7. November 1954 in Jugenheim) war ein deutscher Generalleutnant und Landeskommandant in Sachsen.

## Leben und Wirken
Nach dem Schulabschluss trat er 1897 als Fahnenjunker in das Infanterie-Regiment Nr. 133 der königlich-sächsischen Armee ein und wurde dort 1898 zum Leutnant befördert. 1900 wurde er an das neugegründete 15. Königlich Sächsische Infanterie-Regiment Nr. 181 in Chemnitz versetzt, wo er als Bataillons- und Regimentsadjutant diente. 1912 wurde er Kompaniechef im Regiment uns nahm ab 1914 am Ersten Weltkrieg teil. Er diente vom September desselben Jahres bis Dezember 1915 als Adjutant der 88. Infanterie-Brigade. Nachfolgend diente er als Bataillonskommandeur im 11. Königlich Sächsischen Infanterie-Regiment Nr. 139 und im Infanterie-Regiment Nr. 179. Er diente bis zuletzt an der Westfront und nahm an zahlreichen Schlachten teil, so in Flandern, an der Somme, der Schlacht bei Messines und der Deutschen Frühjahrsoffensive 1918. Er wurde im April 1918 zum Major befördert und war insgesamt zweimal verwundet. Für seine Verdienste während der Großen Schlacht von Frankreich wurde er am 25. April 1918 mit dem Kommandeurkreuz II. Klasse des Militär-St.-Heinrichs-Ordens ausgezeichnet.
Nach Kriegsende war er in einem Freikorps aktiv und war bei Gründung der Reichswehr Bataillonskommandeur beim Ausbildungsbataillon vom 11. (Sächsisches) Infanterie-Regiment (Reichswehr) in Döbeln. Er übernahm 1926 das I. Bataillon des Regiments, wurde 1927 zum Oberstleutnant befördert und 1928 in dessen Regimentsstab in Leipzig versetzt, wo er bis 1930 zum Oberst befördert wurde. 1930 wechselte er als Kommandeur des 10. Infanterie-Regiments nach Dresden, wo er 1933 zum Generalmajor befördert wurde. 1934 nahm er seinen Abschied aus der Reichswehr, wobei ihm der Rang eines Generalleutnants verliehen wurde. Während des Zweiten Weltkrieges wurde Boltze von 1939 bis 1942 wieder reaktiviert.

## Schriften
- Gefechtsübungen der Schützenkompanie. Eine Anleitung für ihre Anlage mit Beispielen und praktischen Hinweisen für die Ausbildung. 2. neubearb. Aufl., Mittler, Berlin 1935.
- Die Schießausbildung. Winke, Mittel und Wege zur Ausbildung im Schul-, Schulgefechts- und Gefechtsschießen mit Gewehr, leichtem Maschinengewehr und Pistole und eine Anleitung zur Aufgabenstellung für das Schulgefechts- und Gefechtsschießen. Mittler, Berlin 1936.
- Die Schießausbildung. Winke, Mittel und Wege zur Ausbildung im Schul-, Schulgefechts- und Gefechtsschießen mit Gewehr, leichtem Maschinengewehr und Pistole und eine Anleitung zur Aufgabenstellung für das Schulgefechts- und Gefechtsschießen. 2. neubearb. Aufl., Mittler, Berlin 1941.